# Volta (region)
7°0′N 0°30′Ø / 7.000°N 0.500°Ø
 For alternative betydninger, se Volta. (Se også artikler, som begynder med Volta)
Volta  er en af Ghanas ti administrative regioner. Før første verdenskrig hørte Volta regionen til kolonien Tysk Togoland. Efter krigen blev den overført til Britisk Togoland som blev slået sammen med kolonien Guldkysten i 1956 som blev selvstændig som Ghana året efter.
Regionen ligger i den sydøstlige del af landet, og grænser mod nord til Northern Region, mod syd til Atlanterhavet og regionen Greater Accra, mod nordvest til Brong-Ahafo, mod sydøst til Eastern Region og mod øst til Togo. Regionen har en gennemsnitlig bredde på under 100 km, og med omkring 400 km fra kysten mod nord.
På grund af den langstrakte form er naturen i Voltaregionen meget forskelligartet: Kystsavanne mod syd, Tropeskov og tør savanne mod nord. Voltaregionen er i den midterste del den bjergrigeste region i landet . Fra sydvest mod nordøst går die Akwapim-Togo-Kæden skråt gennem den sydlige og midterste del af regionen. Her ligger Mount Afadjato, der med 885 moh. er dete højeste bjerg i Ghana. Der er flere naturreservater og Kyabobo National Park.

## Distrikter
Volta Region inddeles i følgende 13 distrikter:
- Adaklu-Anyigbe distrikt
- Akatsi distrikt
- Ho Municipal distrikt
- Hohoe distrikt
- Jasikan distrikt
- Kadjebi distrikt
- Keta distrikt
- Ketu distrikt
- Kpando distrikt
- Krachi distrikt
- Krachi East distrikt
- Nkwanta distrikt
- North Tongu distrikt
- South Dayi distrikt
- South Tongu distrikt